# バジル・ヒューム
バジル・ヒューム（Basil Hume, 1923年3月2日 - 1999年6月17日）は、カトリック教会の高位聖職者。癌で死亡するまで、枢機卿、ウェストミンスター大司教、イングランドとウェールズの司教の長であった。
カトリック界だけでなく、マーガレット・サッチャー元首相やトニー・ブレア元首相などの政治家や多くの有名人と幅広い交流を持ち、バチカンとの橋渡しをするなど、活発な活動で注目された。その一方で、教区長時代にカトリック司祭による子供への性的虐待を隠蔽していたことが発覚したり、数百人の少女に対する性的虐待で世間を騒がせた元TVパーソナリティのジミー・サヴィルとも親しく、入会が非常に難しいと言われている老舗の会員制クラブ「アーセナム（Athenaeum）」にサヴィルを強く推して会員にしたことが指摘されるなど、批判も少なくない。